# Pürgen
Pürgen település Németországban, azon belül Bajorországban. Lakosainak száma 3661 fő (2023. december 31.).

## Népesség
A település népessége az elmúlt években az alábbi módon változott:
| Lakosok száma | 349  | 584  | 1933 | 2241 | 3329 | 3450 | 3455 | 3476 | 3606 | 3661 |
|               | 1875 | 1950 | 1975 | 1987 | 2012 | 2014 | 2016 | 2017 | 2021 | 2023 |